# Niall Williams
Niall Williams (21 de abril de 1988) é uma ruguebolista de sevens neozelandesa, medalhista olímpica.

## Carreira
Williams integrou o elenco da Seleção Neozelandesa Feminina de Rugby Sevens medalha de prata nos Jogos Olímpicos Rio 2016.